# 루드라의 비보
《루드라의 비보》(일본어: ルドラの秘宝)는 일본의 비디오 게임 개발사 스퀘어가 제작한 1996년 롤플레잉 비디오 게임이다. 1996년 4월 5일 슈퍼 패미컴용으로 일본 지역에서만 출시됐으며 스퀘어가 해당 플랫폼으로 개발한 마지막 작품이다.
인도계 종교에서 영감을 받은 말세적 세계관이 특징으로, 루드라라 불리는 신이 4000년마다 세계를 멸망시키고 재창조한다는 가상의 신화를 바탕으로 한다. 이야기 시작 시점에서 인간 문명은 신에 의해 멸망하기 15일 전으로, 이를 둘러싸고 행동하는 4명의 주인공들의 이야기가 교차전개 방식으로 진행된다. 게임플레이상 '언령'이라는 고유의 마나 시스템을 도입했는데, 게임 내에서 언령을 배워 공격, 강화, 회복 등의 마법을 부릴 수 있지만 게임 내의 단서를 통해 직접 언령을 만들어 사용하는 것도 지원한다.

## 개발
캐릭터 디자인은 아메미야 케이타가 담당했다.